# جوناثان سميث (تنس)
جوناثان سميث (بالإنجليزية: Jonathan Smith)‏ مواليد 29 يناير 1955 في إكزتر، المملكة المتحدة، هو لاعب كرة مضرب بريطاني يلعب باليد اليمنى. أعلى تصنيف له في الفردي كان المركز الـ 47 في سنة 1983.

## النهائيات
| الحصيلة | No. | التاريخ | الدورة                                  | الأرضية  | الشريك            | المنافس في النهائي             | النتيجة في النهائي |
| ------- | --- | ------- | --------------------------------------- | -------- | ----------------- | ------------------------------ | ------------------ |
| الوصافة | 1.  | 1977    | بطولة أوكلاند المفتوحة للتنس، نيوزيلندا | عشبية    | بيتر لانغسفورد    | كريس لويس (تنس) راسيل سيمبسون  | 6–7, 4–6           |
| الوصافة | 2.  | 1979    | بطولة أوكلاند المفتوحة للتنس، نيوزيلندا | صلبة     | اندرو جاريت       | برنار ميتون كيم وارويك         | 3–6, 6–2, 3–6      |
| الوصافة | 3.  | 1980    | بورنموث، إنجلترا                        | ترابية   | أندرو جاريت       | إدي إدواردز (تنس) كريج إدواردز | 3–6, 7–6, 6–8      |
| الوصافة | 4.  | 1981    | باريس للماسترز، فرنسا                   | صلبة (i) | أندرو جاريت       | إيلي ناستاسي يانيك نواه        | 4–6, 4–6           |
| الوصافة | 5.  | 1982    | بطولة برزبين للتنس-2, أستراليا          | عشبية    | أندرو جاريت       | مارك إدموندسون كيم وارويك      | 5–7, 6–4, 6–7      |
| الفوز   | 1.  | 1982    | بطولة أوكلاند المفتوحة للتنس، نيوزيلندا | صلبة     | اندرو جاريت       | لاري ستيفانكي روبرت فانت هوف   | 7–5, 7–6           |
| الفوز   | 2.  | 1982    | ملبورن، أستراليا                        | عشبية    | إدي إدواردز (تنس) | برودريك دايك واين هامبسون      | 7–6, 6–3           |

## روابط خارجية
- جوناثان سميث على موقع رابطة محترفي التنس (الإنجليزية)
- جوناثان سميث على موقع الاتحاد الدولي لكرة المضرب (الإنجليزية)
- جوناثان سميث على موقع كأس ديفيز (الإنجليزية)
- جوناثان سميث على موقع خلاصة التنس.كوم (الإنجليزية)